# 蕭昭基
蕭昭基（486年—6世紀），南蘭陵郡蘭陵縣人，南朝梁官員，齊武帝蕭賾之孫，晉安王蕭子懋之子。

## 生平
南朝齊延興元年（494年）九月，江州刺史、晉安王蕭子懋起兵反抗準備篡位的錄尚書事蕭鸞，被蕭鸞派兵誅殺。蕭子懋之子蕭昭基當時僅九歲，被剝奪宗室屬籍。參與蕭子懋起兵之事的董僧慧出身寒微卻有節義，願為主人而死，但希望留其到主人大斂之後。蕭昭基得知此事後，用二寸見方的絹寫信送給董僧慧，并送錢五百。董僧慧收到後，說「此郎君書也。」悲慟而卒。
建武元年（494年）十月，齊明帝蕭鸞篡位。十一月，齊明帝恢復所誅諸王的宗室屬籍，並封蕭昭基等王子為侯。
南朝梁天監元年（502年），梁武帝代齊。蕭昭基後出仕南朝梁，累遷至始興內史。太清三年（549年），建康城被侯景攻陷，始興郡所在的嶺南各勢力之間也互相吞併。蕭昭基受到前高州刺史蘭裕的攻擊，始興郡也被其奪佔。蕭昭基此後事跡不詳。